# Exechia repanda
Exechia repanda är en tvåvingeart som beskrevs av Oskar Augustus Johannsen 1912. Exechia repanda ingår i släktet Exechia och familjen svampmyggor. Arten är reproducerande i Sverige. Inga underarter finns listade i Catalogue of Life.